# Майкл Макглінкі
Майкл Раян Макглінкі (англ. Michael Ryan McGlinchey, * 7 січня 1987, Веллінгтон, Нова Зеландія) — новозеландський футболіст, півзахисник клубу Централ Кост Марінерс та  національної збірної Нової Зеландії.

## Клубна кар'єра
В грудні 2005 року дебютував в шотландській прем'єр - лізі, вийшовши на заміну в матчі з Лівінгстоном. Після зміни Мартіна О'Ніла на Гордона Страчана втратив місце в складі і був відданий в оренду до Данфермлін Атлетік.
У 2009 році підписав дворічний контракт з «Централ Кост Марінерс».

## Титули і досягнення
- Володар Кубка націй ОФК: 2016
- Бронзовий призер Кубка націй ОФК: 2012